# (100242) 1994 PS35
(100242) 1994 PS35 es un asteroide perteneciente al cinturón de asteroides, descubierto el 10 de agosto de 1994 por Eric Walter Elst desde el Observatorio de La Silla, Chile.

## Designación y nombre
Designado provisionalmente como 1994 PS35.

## Características orbitales
1994 PS35 está situado a una distancia media del Sol de 2,385 ua, pudiendo alejarse hasta 2,935 ua y acercarse hasta 1,835 ua. Su excentricidad es 0,230 y la inclinación orbital 1,482 grados. Emplea 1345 días en completar una órbita alrededor del Sol.

## Características físicas
La magnitud absoluta de 1994 PS35 es 16,4.